# Magritte du meilleur film
Le Magritte du meilleur film est la récompense suprême décernée depuis 2011 par l'Académie André Delvaux, laquelle décerne également tous les autres Magritte du cinéma. Il est accordé au meilleur film belge de l'année.

## Critères d'admission
D'après l'article 11, A° du règlement des Magritte, sont admis à concourir pour l'attribution du « Magritte du Meilleur film » tous les films de long métrage majoritaires belges (c'est-à-dire dont le réalisateur est belge ou réside en Belgique depuis au moins 5 ans ou a résidé en Belgique pendant au moins 15 ans) qu'il s'agisse de fiction ou d'animation. Pour pouvoir concourir, ces films doivent avoir bénéficié d'une reconnaissance de nationalité belge délivrée par le CCA ou avoir obtenu une autorisation du Conseil d'administration permettant de déroger à ce principe. Ils doivent être sortis en salle entre le 16 octobre de la deuxième année précédant la cérémonie et le 15 octobre de l'année précédant la cérémonie, et avoir fait l'objet d'une exploitation commerciale pendant au moins une semaine à raison d'au minimum une séance quotidienne dans au moins une salle de cinéma située en Belgique. En dérogation à cette exigence d'une séance quotidienne minimum, le Conseil d'Administration de l'ASBL peut rendre éligible des films ayant fait l'objet d'une exploitation commerciale en Belgique dans la période d'éligibilité fixée, à condition qu'un minimum de 7 séances ait bien été atteint.
L'article 17 ajoute que le « Magritte du Meilleur film » est remis au(x) producteur(s) belge(s) du film. Toutefois, en pratique lors de chaque cérémonie, le Magritte a systématiquement été remis au(x) réalisateur(s).

## Palmarès

### Années 2010
- 2011 : Mr Nobody – réalisé par Jaco Van Dormael, produit par Olivier Rausin
  - Amer – réalisé par Hélène Cattet et Bruno Forzani, produit par Eve Commenge
  - Les Barons – réalisé par Nabil Ben Yadir, produit par Sébastien Delloye et Diana Elbaum
  - Illégal – réalisé par Olivier Masset-Depasse, produit par Jacques-Henri et Olivier Bronckart
- 2012 : Les Géants – réalisé par Bouli Lanners, produit par Jacques-Henri et Olivier Bronckart
  - Beyond the Steppes – réalisé par Vanja d'Alcantara, produit par Denis Delcampe
  - La Fée – réalisé par Dominique Abel, Fiona Gordon et Bruno Romy, produit par Dominique Abel et Fiona Gordon
  - Le Gamin au vélo – réalisé et produit par Jean-Pierre et Luc Dardenne
- 2013 : À perdre la raison – réalisé par Joachim Lafosse, produit par Jacques-Henri et Olivier Bronckart
  - 38 Témoins – réalisé par Lucas Belvaux, produit par Patrick Quinet
  - Dead Man Talking – réalisé par Patrick Ridremont, produit par Sylvain Goldberg et Serge de Poucques
  - Mobile Home – réalisé par François Pirot, produit par Joseph Rouschop et Valérie Bournonville
- 2014 : Ernest et Célestine – réalisé par Benjamin Renner, Stéphane Aubier et Vincent Patar, produit par Vincent Tavier et Philippe Kauffmann
  - Au nom du fils – réalisé par Vincent Lannoo, produit par Vincent Jadot
  - Kinshasa Kids – réalisé et produit par Marc-Henri Wajnberg
  - Le monde nous appartient – réalisé par Stephan Streker, produit par Michaël Goldberg
  - Tango libre – réalisé par Frédéric Fonteyne, produit par Patrick Quinet
- 2015 : Deux jours, une nuit – réalisé par Jean-Pierre et Luc Dardenne, produit par Jean-Pierre et Luc Dardenne et Delphine Tomson
  - Henri – réalisé par Yolande Moreau, produit par Jacques-Henri et Olivier Bronckart
  - La Marche – réalisé par Nabil Ben Yadir, produit par Diana Elbaum et Sébastien Delloye
  - Les Rayures du zèbre – réalisé par Benoît Mariage, produit par Boris Van Gils et Michaël Goldberg
  - Pas son genre – réalisé par Lucas Belvaux, produit par Patrick Quinet
- 2016 : Le Tout Nouveau Testament – réalisé par Jaco Van Dormael, produit par Jaco Van Dormael et Olivier Rausin
  - Je suis mort mais j'ai des amis – réalisé par Guillaume Malandrin, produit par Jacques-Henri et Olivier Bronckart
  - Melody – réalisé par Bernard Bellefroid, produit par Patrick Quinet
  - Préjudice – réalisé par Antoine Cuypers, produit par Benoît Roland
  - Tous les chats sont gris – réalisé par Savina Dellicour, produit par Valérie Bournonville et Joseph Rouschop
- 2017 : Les Premiers, les Derniers – réalisé par Bouli Lanners, produit par Jacques-Henri et Olivier Bronckart
  - L'Économie du couple – réalisé par Joachim Lafosse, produit par Jacques-Henri et Olivier Bronckart
  - Je me tue à le dire – réalisé par Guillaume Malandrin, produit par Bernard de Dessus les Moustier et Olivier Dubois
  - Keeper – réalisé par Guillaume Senez, produit par Isabelle Truc
  - Parasol – réalisé par Valéry Rosier, produit par Benoît Roland
- 2018 : Une famille syrienne – réalisé par Philippe Van Leeuw, produit par Guillaume Malandrin
  - Chez nous – réalisé par Lucas Belvaux, produit par Patrick Quinet
  - Angle mort – réalisé par Nabil Ben Yadir, produit par Nabil Ben Yadir et Benoît Roland
  - Noces – réalisé par Stephan Streker, produit par Michaël Goldberg et Boris Van Gils
  - Paris pieds nus – réalisé et produit par Dominique Abel et Fiona Gordon
- 2019 : Nos batailles – réalisé par Guillaume Senez, produit par Isabelle Truc
  - Les Fleurs amères – réalisé par Olivier Meys, produit par Valérie Bournonville et Joseph Rouschop
  - Laissez bronzer les cadavres – réalisé par Hélène Cattet et Bruno Forzani, produit par Eve Commenge
  - Mon Ket – réalisé par François Damiens, produit par Patrick Quinet
  - Tueurs – réalisé par François Troukens, produit par Jacques-Henri and Olivier Bronckart

### Années 2020
- 2020 : Duelles – réalisé par Olivier Masset-Depasse, produit par Jacques-Henri Bronckart
  - Le Jeune Ahmed – réalisé et produit par Jean-Pierre et Luc Dardenne
  - Lola vers la mer – réalisé par Laurent Micheli, produit par Benoît Roland
  - Nuestras madres – réalisé par César Díaz, produit par Géraldine Sprimont
  - Seule à mon mariage – réalisé par Marta Bergman, produit par Jean-Yves Roubin et Cassandre Warnauts
- 2022 : Une vie démente – réalisé par Ann Sirot et Raphaël Balboni, produit par Julie Esparbes
  - Adoration – réalisé par Fabrice Du Welz, produit par Vincent Tavier
  - Filles de joie – réalisé par Frédéric Fonteyne et Anne Paulicevich, produit par Jacques-Henri Bronckart
  - Les Intranquilles – réalisé par Joachim Lafosse, produit par Anton Iffland Stettner et Eva Kuperman
  - Un monde – réalisé par Laura Wandel, produit par Stéphane Lhoest
- 2023 : L'Ombre d'un mensonge – réalisé par Bouli Lanners, produit par Jacques-Henri Bronckart
  - Animals – réalisé par Nabil Ben Yadir, produit par Nabil Ben Yadir et Benoît Roland
  - La Ruche – réalisé par Christophe Hermans, produit par Cassandre Warnauts et Jean-Yves Roubin
  - Rien à foutre – réalisé par Julie Lecoustre et Emmanuel Marre, produit par Benoît Roland
  - Tori et Lokita – réalisé par Jean-Pierre et Luc Dardenne, produit par Jean-Pierre et Luc Dardenne et Delphine Tomson
- 2024 : Dalva – réalisé par Emmanuelle Nicot, produit par Julie Esparbes
  - Augure – réalisé par Baloji, produit par Benoît Roland
  - Le Paradis – réalisé par Zeno Graton, produit par Valérie Bournonville et Joseph Rouschop
  - Le Syndrome des amours passées – réalisé par Ann Sirot et Raphaël Balboni, produit par Julie Esparbes
  - Temps mort – réalisé par Eve Duchemin, produit par Annabella Nezri
- 2025 : La nuit se traîne – réalisé par Michiel Blanchart, produit par Michaël Goldberg
  - Amal : Un esprit libre – réalisé par Jawad Rhalib, produit par Geneviève Lemal
  - Il pleut dans la maison – réalisé par Paloma Sermon-Daï, produit par Sébastien Andrés et Alice Lemaire
  - Quitter la nuit – réalisé par Delphine Girard, produit par Jacques-Henri Bronckart
  - Une part manquante – réalisé par Guillaume Senez, produit par Jacques-Henri Bronckart

## Statistiques
Cette section concerne les réalisateurs qui ont le plus de films classés dans cette catégorie, en rappelant qu'ils ne sont pas crédités pour ce Magritte (sauf s'ils produisent leur film).
Victoires multiples
- 3 victoires : Bouli Lanners
- 2 victoires : Jaco Van Dormael

Nominations multiples
- 4 nominations : Jean-Pierre et Luc Dardenne, Nabil Ben Yadir
- 3 nominations : Lucas Belvaux, Joachim Lafosse, Bouli Lanners, Guillaume Senez
- 2 nominations : Dominique Abel, Frédéric Fonteyne, Fiona Gordon, Olivier Masset-Depasse, Stephan Streker, Jaco Van Dormael